# ترن (إقليم فرنسي)
تَرن أو (نقحرة: تارن) (بالفرنسية: Tarn)‏: هو إقليم فرنسي تابع لمنطقة ميدي بيرينه. رقمه التسلسي هو 81. أخذ اسمه من نهر تَرن. حسب إحصاءات عام 1999، يبلغ عدد سكان تَرن 343,402 نسمة.

## معرض صور

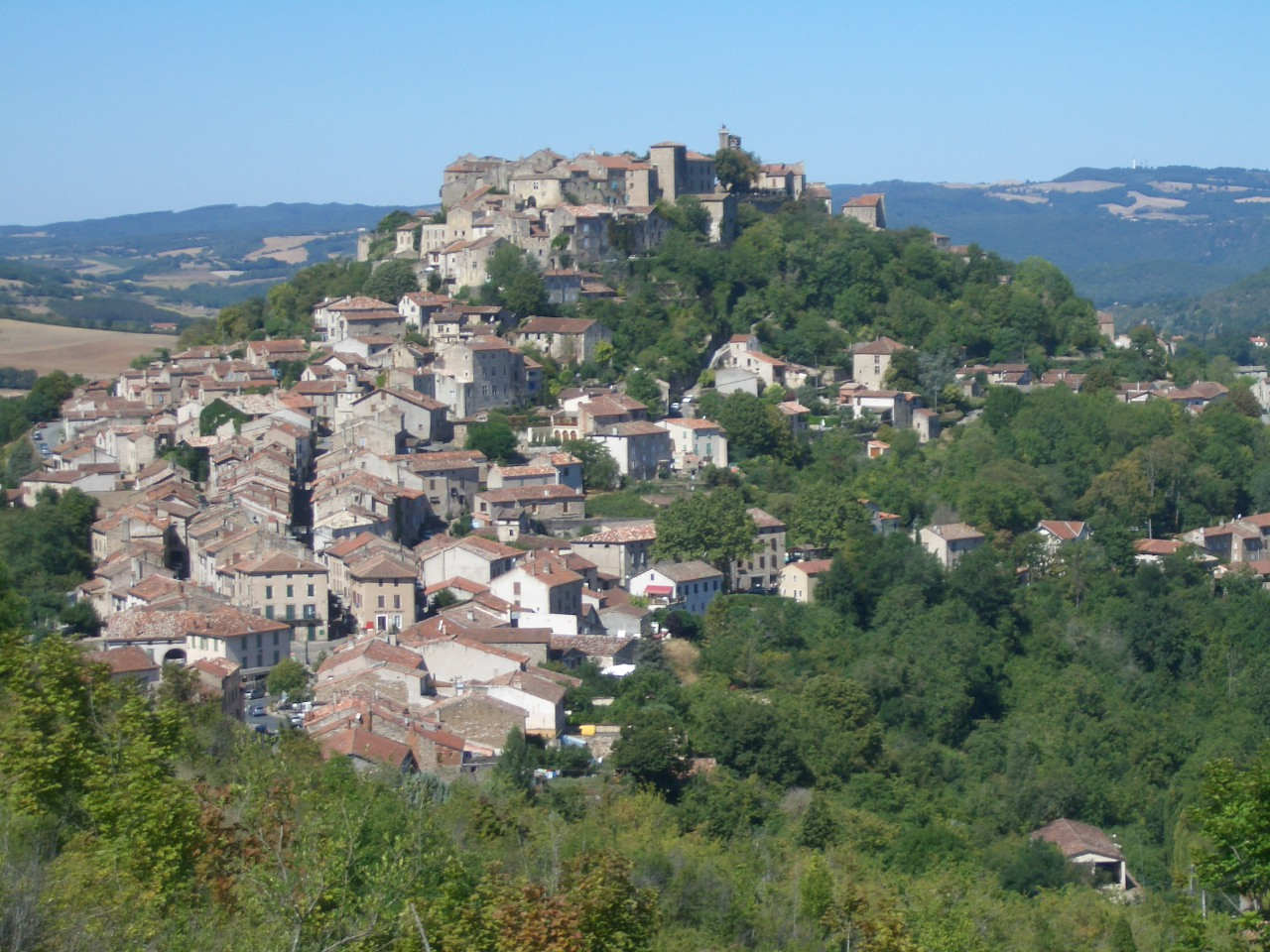
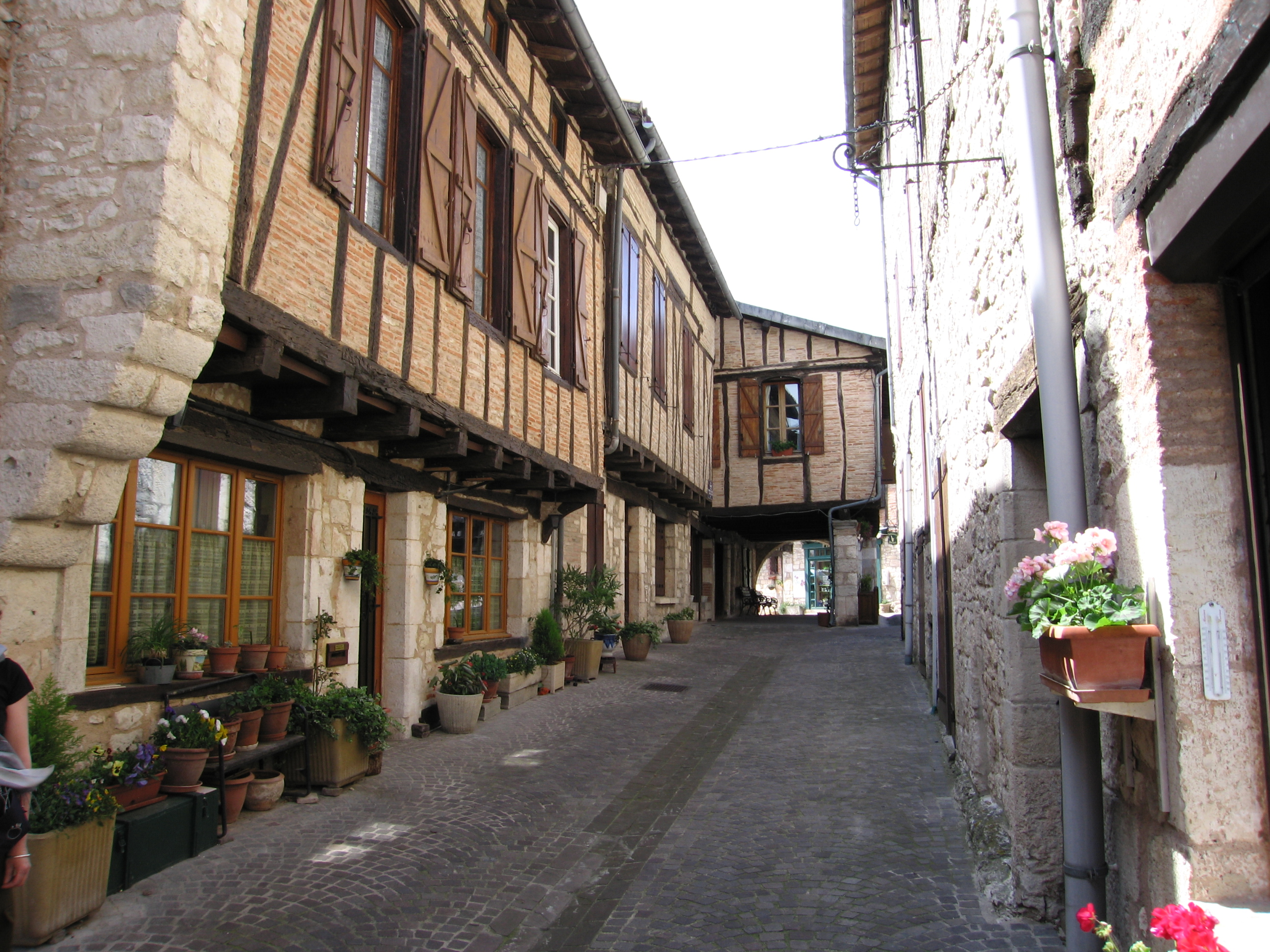
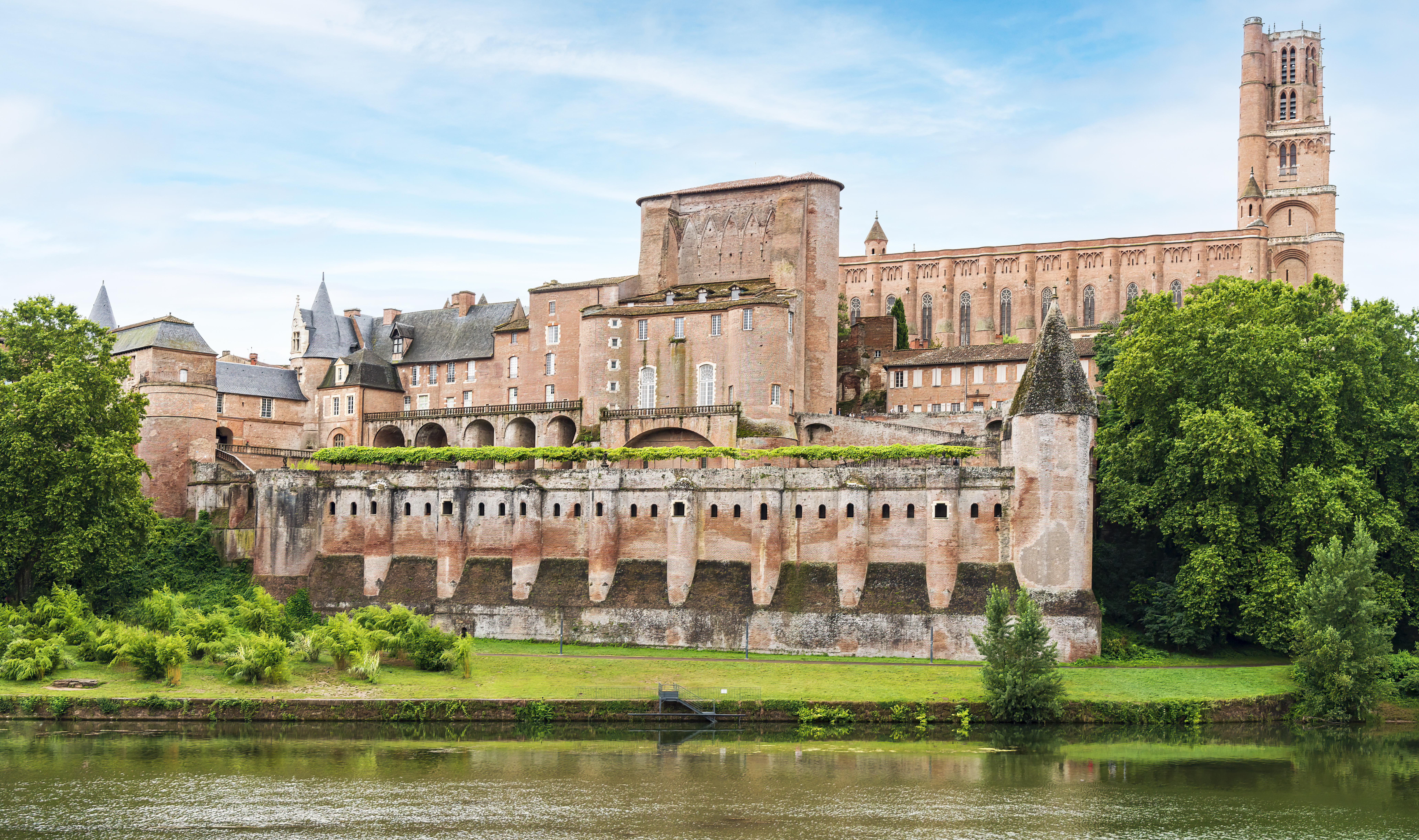
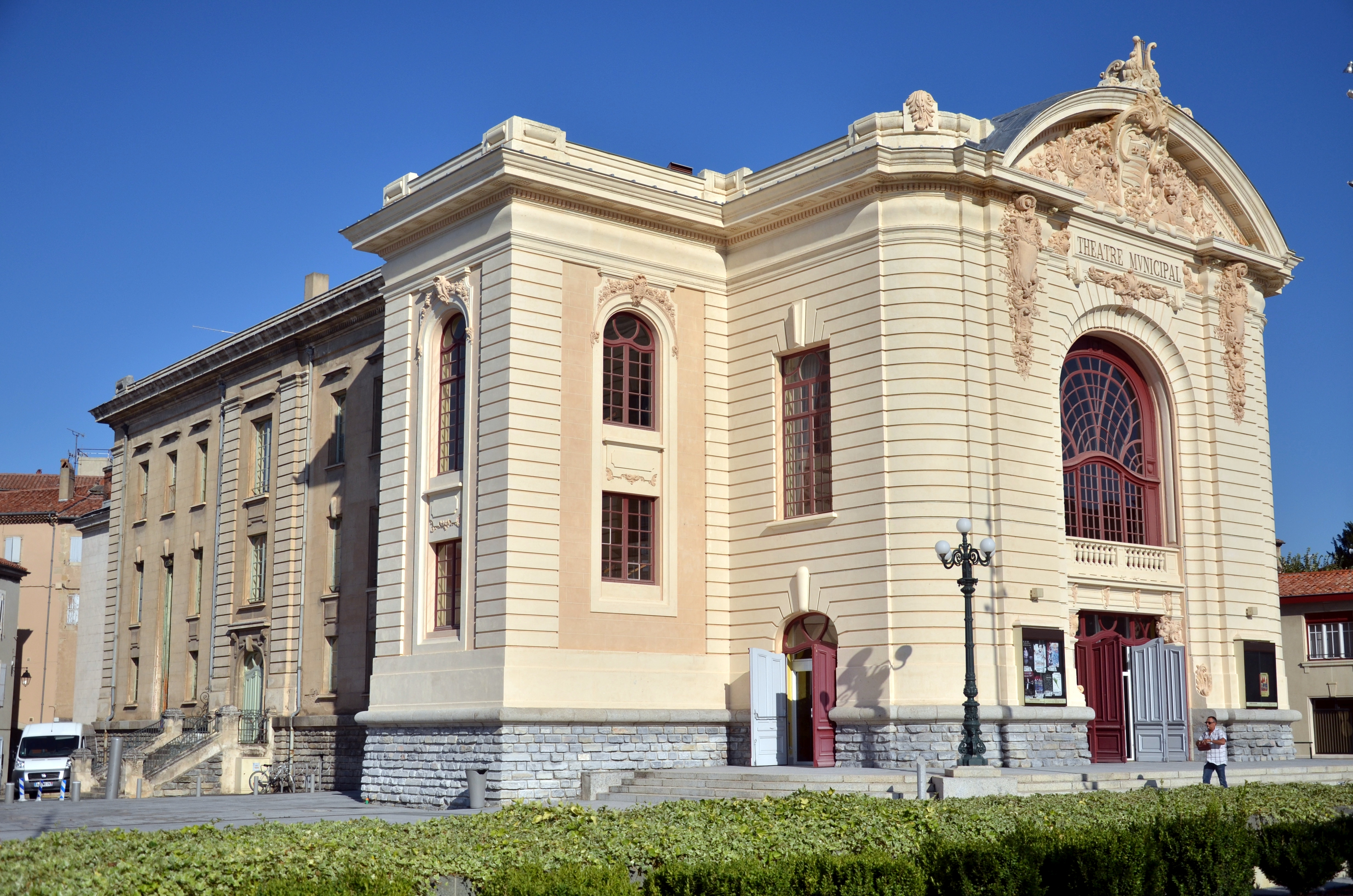

## أعلام
- جان ماري تشارلز أبادي
- كليمنت بوير
- بول أوسارس